# Triphoturus oculeum
Triphoturus oculeum és una espècie de peix de la família dels mictòfids i de l'ordre dels mictofiformes.

## Hàbitat
És un peix marí i d'aigües profundes que viu entre 770-3.243 m de fondària.

## Distribució geogràfica
Es troba a la costa pacífica de Mèxic.